# Guowang
Guowang (chinois : 国网 ; pinyin : Guówǎng ; litt. « réseau national ») ou Zhongguo XingWang (chinois : 中国星网 ; pinyin : Zhōngguó xīng wǎng ; litt. « réseau satellite chinois ») est une constellation de satellites de télécommunications chinoise qui doit fournir notamment des prestations internet à l'image de la constellation Starlink de SpaceX. La constellation devrait comprendre 13 000 satellites. Le projet dont les prémisses remontent à 2016 a été remanié à plusieurs reprises mais semble en 2024 stabilisé. On dispose de très peu d'informations sur ses caractéristiques techniques et le planning de déploiement de cette constellation dont le développement est étroitement contrôlé par l'État chinois. Guowang répond plus à des objectifs stratégiques que commerciaux. Le lancement des premiers satellites est planifié en 2024 et le déploiement comprendra deux phases.
On assiste en parallèle en Chine au début du déploiement d'autres constellations de satellites soutenues par des intérêts privés, dont la plus importante est G60 (1 296 satellites). Pour permettre le lancement des satellites de toutes ces constellations, le gouvernement chinois a libéralisé le marché du lancement spatial en permettant à des intérêts privés de développer des lanceurs puissants qui viennent directement concurrencer les fusées Longue Marche développées par les entreprises directement contrôlées par l’État (CASC et CASIC).

## Contexte
En 2019, Elon Musk, dirigeant de la société SpaceX, décide de déployer une constellation de satellites géante positionnée en orbite basse destinée à fournir un service internet à haut débit à l'ensemble de la planète en particulier dans les régions mal desservies par les réseaux terrestres. Starlink rencontre un succès commercial avant même son complet déploiement, poussant l'Europe et la Chine à lancer leur propre constellation. Si l'Europe, à travers son projet de constellation IRIS² (déploiement à compter de 2024), cherche surtout à ne pas dépendre de SpaceX pour ce type de prestation, la Chine a des objectifs différents. Les dirigeants chinois considèrent que le service offert par SpaceX constitue une menace militaire (elle a interdit l'utilisation de Starlink sur son territoire). La guerre en Ukraine et la répression meurtrière contre les manifestations en Iran (2022/2023) ont en effet démontré que Starlink pouvait constituer une arme géopolitique au service de la défense des libertés. Aussi, si officiellement la Chine prévoit de développer une constellation destinée à fournir à ses citoyens des services de communication et internet aux Chinois ainsi qu'aux citoyens de pays amis, la constellation devrait également embarquer des contre-mesures destinées à limiter et même annuler les capacités des constellations de satellites occidentales. Les contre-mesures, énoncées dans un rapport de l'Université chinoise d'ingénierie spatiale, comprennent l'occupation des positions orbitales de manière à limiter le survol de la Chine ou des pays amis par les satellites Starlink. Les satellites chinois pourraient également embarquer des armes (lasers ou émetteurs de micro-ondes) destinées à endommager les satellites occidentaux.

## Historique
Suivant une démarche initiée dans les pays occidentaux par les sociétés SpaceX et OneWeb, la Chine commence à envisager vers 2016 le déploiement de constellations de satellites de télécommunications en orbite basse fournissant une prestation internet. Cette année là, le conglomérat CASC annonce le développement de la constellation Hongyan qui doit comprendre dans une première phase 320 satellites circulant à une altitude de 1 100 kilomètres. En décembre 2018, un satellite prototype Hongyan 1 est placé en orbite. CASC projette à l'époque de déployer 60 satellites d'ici 2022. En 2017, l'autre grand conglomérat aérospatial chinois, CASIC, annonce le développement de sa constellation Hongyun qui doit comprendre dans une première phase 156 engins spatiaux. Un prototype Hongyun 1 est placé en orbite en décembre 2018. Mais ces deux projets sont finalement abandonnés et le gouvernement chinois communique en septembre 2021 son intention de déployer une méga-constellation Guowang qui doit comporter 13 000 satellites. Celle-ci doit être gérée par la société China Satellite Network Group Corporation (de) créée dans ce but et basée dans la ville de Xiong'an,.
Peu d'informations filtrent sur le projet Guowang qui est étroitement contrôlé par l’État chinois et dont l'objectif principal n'est manifestement pas commercial mais stratégique. Le déploiement de la constellation devrait débuter en 2024.

## Les autres constellations de satellites chinoises
Plusieurs autres grandes constellations de satellites chinoises sont sur le point d'être déployées. La plus importante est G60 (baptisée plus récemment Qianfen) qui comprendrait 12 000 satellites de télécommunications. Ce projet est piloté par la société SSST dont le siège se situe à Shanghai. Celle-ci a obtenu un financement d'environ 900 millions euros qui rend ce projet très crédible. Contrairement à Guowang, ce projet n'est pas directement contrôlé par le gouvernement chinois mais il a le soutien du gouvernement régional de Shanghai et de l'Académie chinoise des sciences. Le déploiement doit débuter en 2024 avec le lancement des 108 premiers satellites. D'autres constellations de moindre taille, financés par différentes entreprises, sont également en projet. Le constructeur automobile chinois Geely a commencé à déployer les satellites GeeSAT de 130 kg dont 20 sont déjà placés en orbite (mai 2024). Pour répondre à ses besoins, elle a créé une usine à Taizhou capable de construire 500 satellites par an et conclu un accord avec la société iSpace pour la mise en orbite par des fusées Hyperbola. La société GalaxySpace dont le siège se situe à Pékin compte déployer de son côté un millier de satellites d'une masse comprise entre 225 et 330 kilogramme et circulant sur une orbite de 510 kilomètres. La société a inauguré en 2020 à Nantong une usine capable de fabriquer 300 à 500 satellites par an et un prototype Lingxi-03 a été placé en orbite en juillet 2023. Le géant chinois des télécommunications Huawei a exprimé le souhait de disposer de sa propre constellation de satellites.

## Construction et déploiement

### Construction des satellites
La réalisation et la maintenance de constellation comportant plusieurs milliers de satellites circulant en orbite basse nécessite de disposer d'un secteur industriel capable de construire chaque année un grand nombre de satellites. Les capacités industrielles des constructeurs de satellites chinois ont connu une croissance rapide. On estime que le pays dispose en 2023 d'une capacité de construction annuelle supérieure à 500 satellites même si le nombre de satellites effectivement construits cette année sera sans doute inférieur. Trois nouvelles implantations industrielles ont été créés en 2022/2023 et celles-ci ont été manifestement réalisées dans la perspective du développement des constellations de satellites de télécommunications :
- Le géant aérospatial CASIC a inauguré fin 2022 un établissement situé à Wuhan qui selon une source officielle peut construire 240 satellites de moins d'une tonne par an.
- Le constructeur de satellites Commsat a achevé fin 2022 la construction d'un site de production à Tangshan (non loin de Pékin) qui, dans une première phase, peut fabriquer chaque année 50 satellites aux caractéristiques standard et 20 satellites aux spécifications non standard.
- À Nantong, la société GalaxySpace a pratiquement achevé début 2023 une méga usine capable de fabriquer 500 satellites par an.

Ces capacités viennent s'ajouter à celles d'établissements existants :
- CAST qui dispose d'un site de construction de satellites à Tianjin.
- Le centre d'ingénierie pour microsatellites de Shanghai de l'Académie chinoise des sciences construit plusieurs dizaines de satellites chaque année.
- SAST à Shangaï est capable de construire plusieurs dizaines de satellites chaque année.

### Déploiement et impact sur le développement des lanceurs
Selon les informations disponibles début 2024, le déploiement de la constellation devrait débuter cette année. Il se fera en deux temps : la première phase prévoit le lancement de 6080 satellites tandis que la deuxième phase porte sur 6912 satellites. Du point de vue des réservations des fréquences, ces deux sous-ensembles sont déclarés comme des constellations distinctes,.
Le déploiement d'une constellation de cette taille nécessite également de disposer de moyens de lancement de grande capacité. La Chine a annoncé fin 2022 le développement d'une version de son lanceur Longue Marche 5B (le lanceur le plus puissant disponible avec une capacité de 25 tonnes en orbite basse) équipée d'un étage supérieur Yuanzheng (en) (cette fusée ne comporte normalement qu'un seul étage avec des propulseurs d'appoint) précisément conçu pour le déploiement d'un grand nombre de satellites par la même fusée. De manière plus générale et pour faire face au déploiement de l'ensemble des constellations de satellites en cours de développement, le gouvernement chinois a libéralisé le marché du lancement spatial en permettant à des intérêts privés de développer des lanceurs à forte capacité (Zhuque-3 de la société LandSpace capable de placer 23 tonnes en orbite basse, Tianlong 3 de Space Pioneer d'une capacité de 17 tonnes, Lijian-2 de CAS Space d'une capacité de 13 tonnes, Pallas-1 de Galactic Energy d'une capacité de 10 tonnes, Gravity-2 d'OrienSpace d'une capacité de 21,5 tonnes et Hyperbola-3 d'iSpace d'une capacité de 14 tonnes. Celles-ci viennent directement concurrencer les fusées Longue Marche développées par les entreprises directement contrôlées par l’État (CASC et CASIC).

### Liste des lancements
| Numéro vol | Date de lancement | Base de lancement | Lanceur          | Nombre satellites | Référence COSPAR | Commentaire |
| ---------- | ----------------- | ----------------- | ---------------- | ----------------- | ---------------- | ----------- |
| 1          | 16 décembre 2024  | Wenchang, LC-1    | Longue Marche 5B | 10                |                  |             |
| 2          | 11 février 2025   | Wenchang, LC-2    | Longue Marche 8A | 9                 |                  |             |